# 유동나무
유동나무(油桐, Vernicia fordii)는 대극과의 낙엽 활엽수이며, 기름오동나무라고도 한다.

## 생태
높이는 일반적으로 9 미터 정도이며, 최대 20 미터까지 자란다. 나무껍질은 매끄럽고 얇으며, 상처가 나면 유액을 방출한다.
잎은 길이가 4.5 센티미터에서 25 센티미터, 너비가 3.5 센티미터에서 22 센티미터 정도이다. 하트 모양의 잎이 가지 양쪽으로 번갈아 나오며, 전체적으로 녹색을 띈다.
꽃은 지름은 2.5 센티미터에서 3.5 센티미터이며, 암수한그루이다. 다섯 개의 연분홍 또는 보라색 꽃잎이 있고, 꽃의 중심은 진홍색 또는 자주색을 띈다.
열매는 길이가 4 센티미터에서 6 센티미터, 지름이 3 센티미터에서 5 센티미터 정도이다. 배 모양으로, 4 ~ 5개의 씨를 갖고 있다. 덜 익은 열매는 녹색을 띄며, 익으면 갈색으로 변한다.

## 분포
원산지는 중국 남부와 베트남 북부, 미얀마 지역이며, 태국, 말라위, 아르헨티나, 파라과이, 미국의 캘리포니아주, 텍사스주, 플로리다주 지역 등에 도입되었다. 한국에서는 주로 남부 해안 지방에서 자생한다.
미국에서는 제1차 세계 대전 직전에 캘리포니아주에서 재배를 시도했으나 실패했고, 20세기 초에 플로리다주와 텍사스주 등 멕시코만 지역에서 성공적으로 재배되었다. 하지만 1969년 허리케인 카밀로 인해 광범위한 서식지 파괴가 이루어졌고, 이후 인공적인 재배가 중단되며 침입종으로 남게 되었다.

## 이용
열매의 씨를 압착시켜 동유를 얻을 수 있으며, 기름 함량은 보통 35 퍼센트 에서 최대 60 퍼센트 정도이다.
동유는 전통적으로 목재의 나무칠 또는 기름종이의 제작 등에 사용되었으며, 현대에는 바니시 또는 코크 등의 용도로 이용된다.
또한 목재는 가볍고 튼튼해 발사나무나 참피나무의 대용으로 가구 제작 등에 활용되며, 열매와 잎, 뿌리는 중의학에서 인후통, 호흡기 질환, 변비, 이뇨 등의 질환의 약재로 쓰인다.

## 독성
잎과 열매 및 씨, 그리고 그것으로 얻은 동유는 독성 사포닌을 함유하고 있으며, 소량 섭취 시 인체에 거의 흡수되지 않아 무해하다. 하지만 다량 섭취 시 구토나 설사, 호흡곤란 등의 식중독 증상을 유발하며, 잎 등이 피부에 닿으면 발진을 일으킨다.
그리고 씨에서 추출한 아세트산 에틸 및 벤진 등의 독성 물질을 이용해 배추흰나비 등 농림 해충의 방제에 쓰일 살충제의 개발이 추진되고 있다.

## 사진

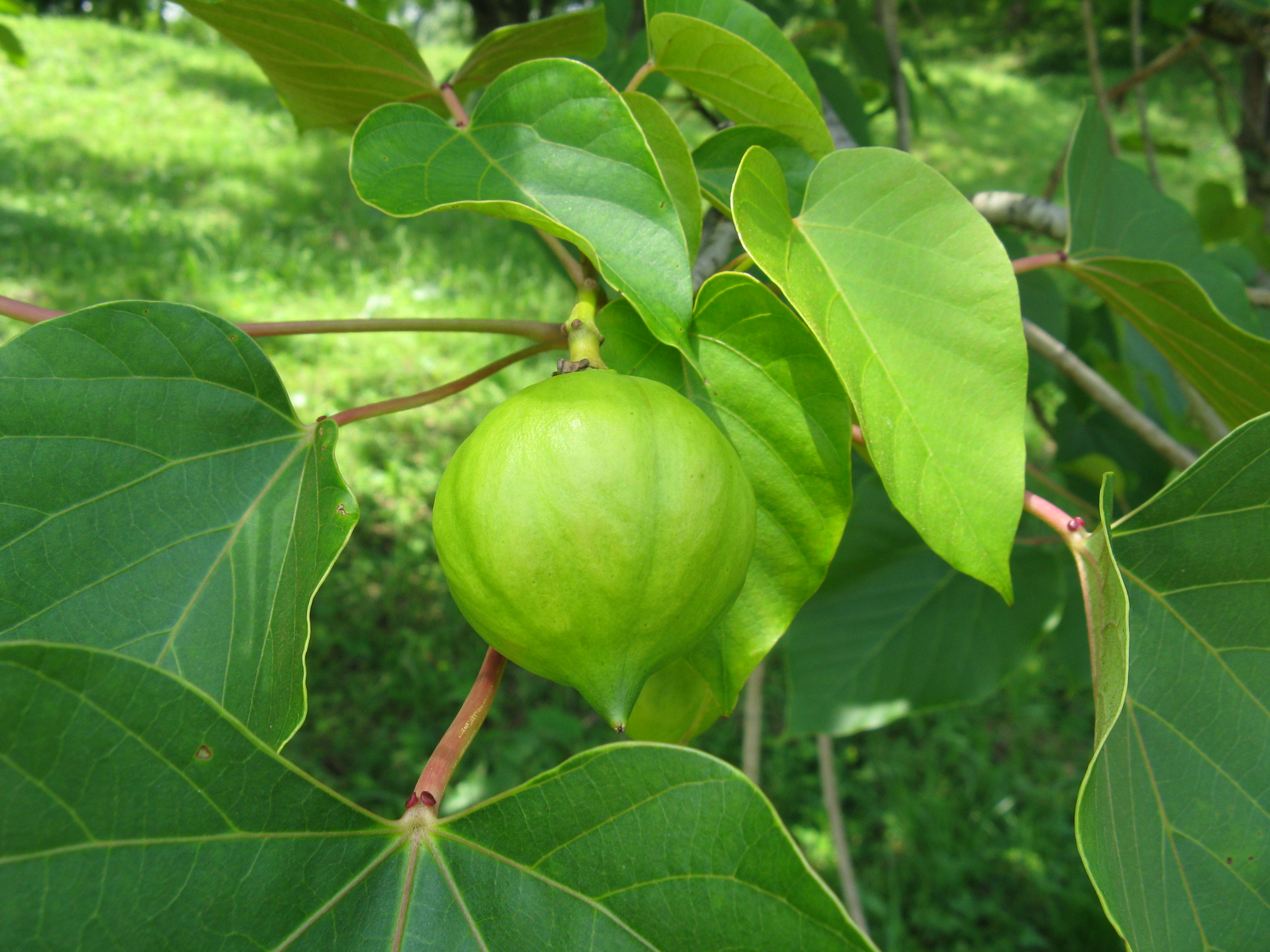
덜 익은 유동나무 열매.
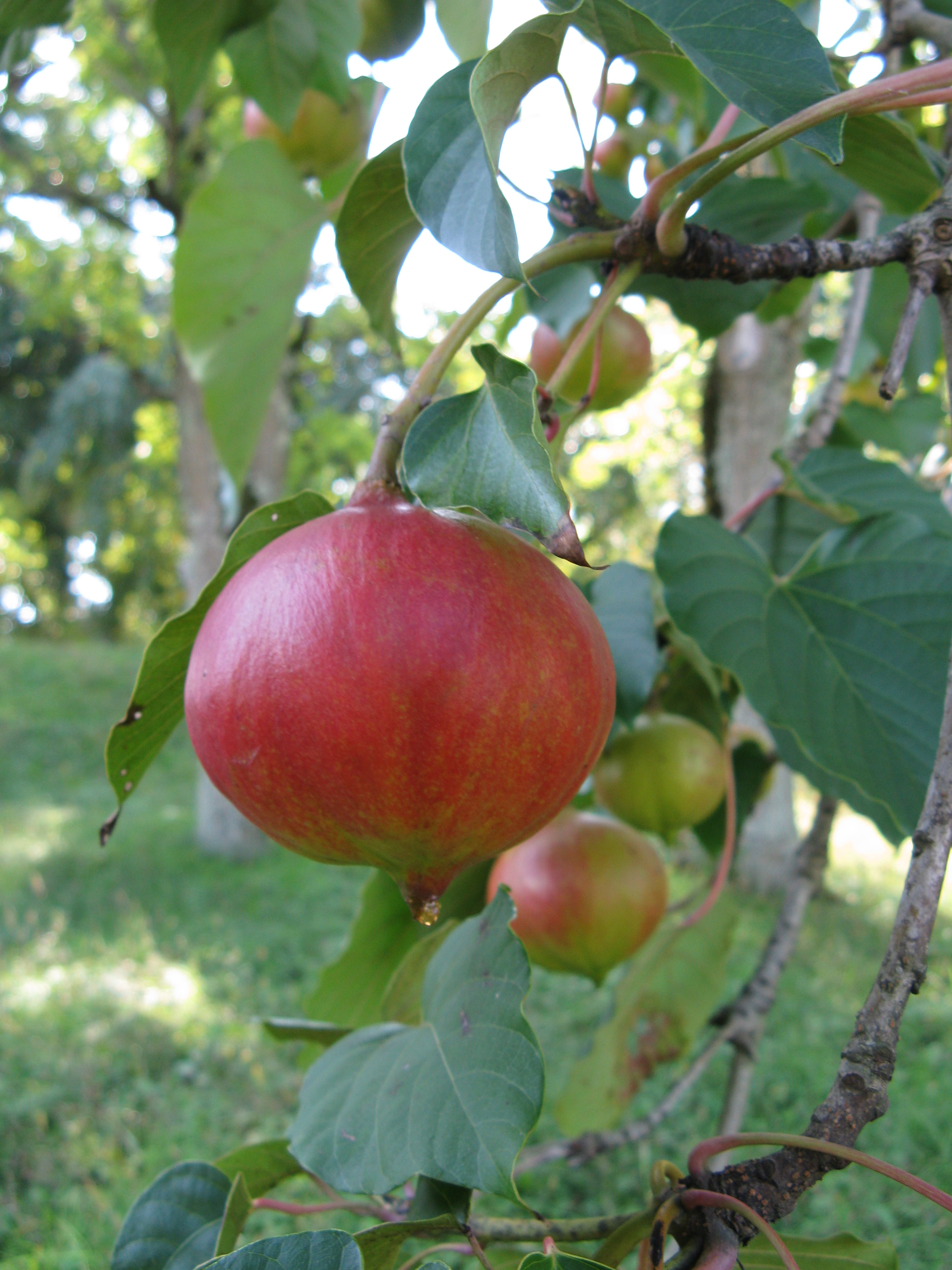
익은 유동나무 열매.
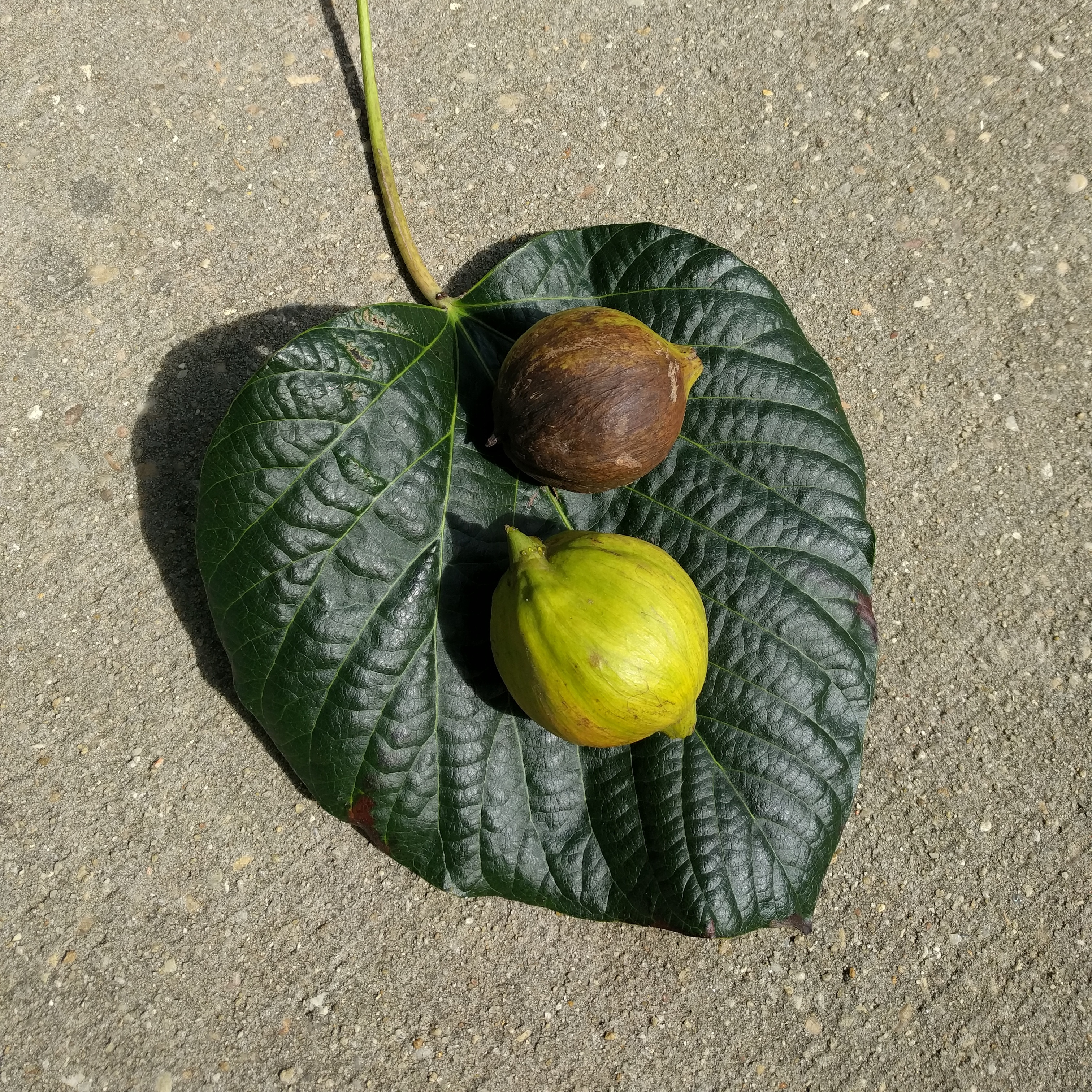
유동나무 잎과 열매.
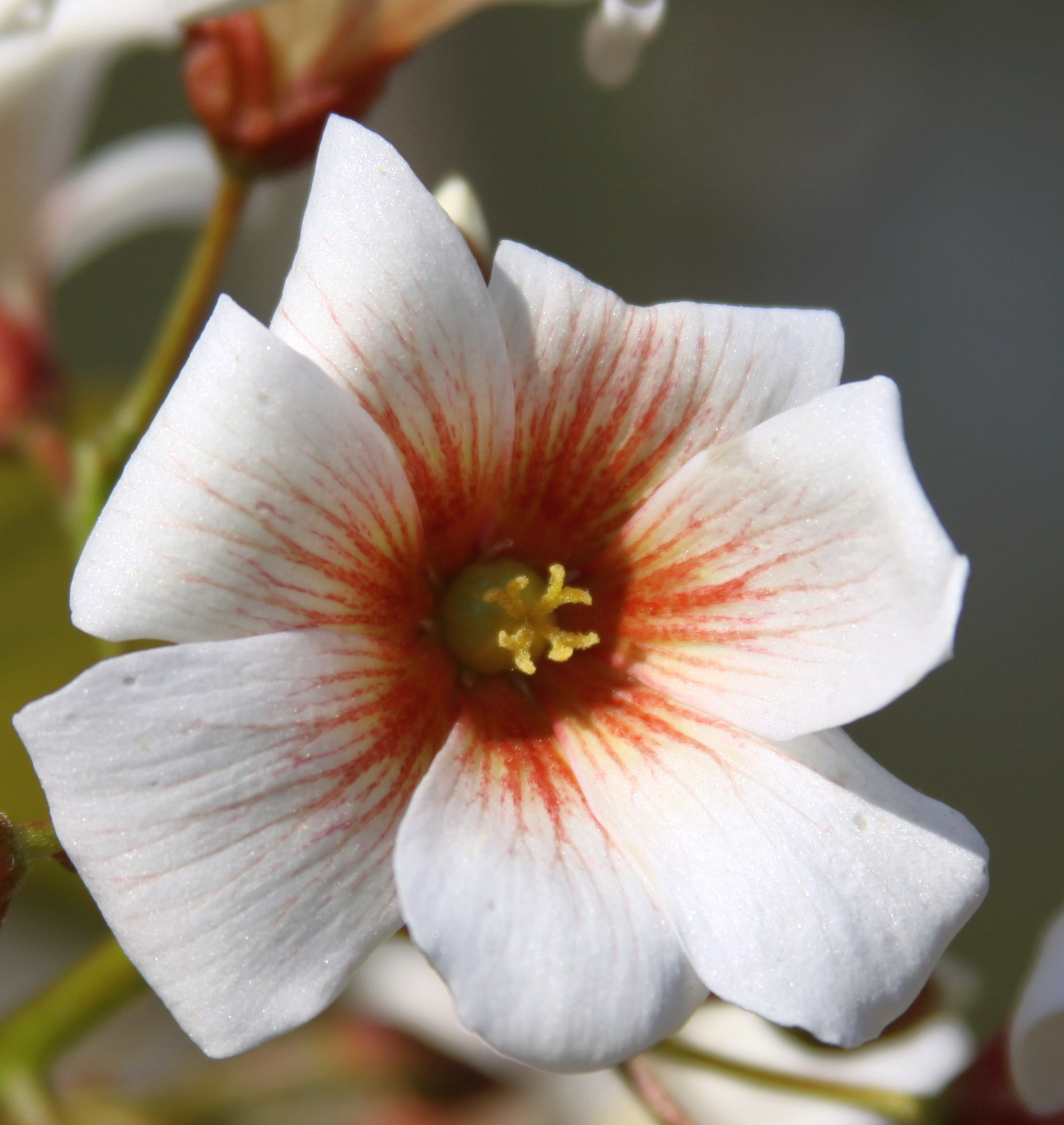
유동나무 꽃.

## 같이 보기
- 동유